# Horst P. Horst
Horst Paul Albert Bohrmann, conocido como Horst P. Horst o sólo Horst (14 de agosto de 1906 - 19 de noviembre de 1999),  fue un fotógrafo alemán conocido por su fotografía de modas. Emigró de Alemania primero a París y posteriormente a Estados Unidos adoptando la nacionalidad estadounidense.
Desde que en su adolescencia conoció a Eva Weidemann en casa de su tía mostró interés por la vanguardia, en consecuencia se fue a estudiar a la  Escuela de Artes de Hamburgo y en 1930 a París con Le Corbusier. Allí conoció a George Hoyningen-Huene que trabajaba en Vogue y con él viajó a Gran Bretaña donde entraron en contacto con Cecil Beaton que preparaba sus fotos para la edición británica de la revista. En noviembre de 1931 Horst publicó por primera vez en la edición francesa de Vogue.
Realizó su primera exposición en 1932 en el local La Plume d'Or de París y tuvo mucho éxito haciendo famoso a Horst tras la publicación de la crítica de Janet Flanner en The New Yorker. A partir de ese momento realizó numerosos retratos entre los que se pueden destacar Bette Davis, Noel Coward, Yvonne Printemps, Lisa Fonssagrives, Natasha Paley, Cole Porter y Elsa Schiaparelli en el plazo de un par de años. En 1937 se trasladó a Nueva York donde conoció a Coco Chanel y se convirtió en el fotógrafo de la firma de moda durante treinta años.
En 1943 adoptó la nacionalidad estadounidense y tomó el nombre legal de Horst P. Horst con el fin de no tener parecido en el nombre con Martin Bormann. Al enrolarse en el ejército estuvo trabajando como fotógrafo y la mayor parte de su obra apareció en la revista Belvoir Castle y al finalizar la guerra hizo un retrato de Harry S. Truman y se convirtió en fotógrafo de las diferentes primeras damas durante la postguerra. En 1947 se trasladó a una casa en Oyster Bay.
Es muy conocido por su fotografía de moda  aunque también por sus fotografías de arquitectura, interiores y naturalezas muertas con plantas. Es el creador de algunas de las imágenes más famosas y reconocibles del estilo art déco, como su fotografía titulada The Mainbocher Corset, que es considerada un icono fotográfico. En su obra se nota con frecuencia la influencia del surrealismo y de los ideales de belleza en el clasicismo griego. En su obra se observa una gran planificación de las escenas y una utilización particular de la iluminación, así en la mayoría de los casos empleaba cuatro focos estando uno de ellos apuntando hacia abajo desde el techo. Realizó la mayoría de su trabajo en blanco y negro, sin embargo se limitaba a realizar la toma de la fotografía encargándose otras personas de su revelado, positivado, retoque y edición. Realizó también algunas fotografías en color, sobre todo de interiores; entre ellas se encuentran interiores diseñados por Robert Denning y Vincent Fourcade.
En el retrato hecho a Marlene Dietrich en 1942 ella protestó por la iluminación que tenía al tomar la fotografía, sin embargo le gustó el resultado final y empleo esa foto para su propia publicidad.
A partir de 1960 realizó una serie fotográfica para Vogue sobre el estilo de vida de los miembros de la clase alta internacional, con textos escritos por su compañero Valentine Lawford que era un diplomático inglés.
Murió en su casa de Palm Beach Gardens el 19 de noviembre de 1999.